# Горбики росту
Горбики росту — у мінералогії невеликі, кристалографічно оформлені горбочки на поверхні кристалів, немовби антиподи фігур травлення (роз'їдання), які утворюються внаслідок періодичної зміни процесів росту й роз'їдання.